# Мюльхайм-ам-Инн
Мюльхайм-ам-Инн (нем. Mühlheim am Inn) — община (нем. Gemeinde) в Австрии, в федеральной земле Верхняя Австрия. 
Входит в состав округа Рид-им-Иннкрайс.  Население составляет 643 человека (на 31 декабря 2005 года). Занимает площадь 11 км². Официальный код  —  41217.

## Политическая ситуация
Бургомистр общины — Йохан Штрассер (АНП) по результатам выборов 2003 года.
Совет представителей общины (нем. Gemeinderat) состоит из 13 мест.
- АНП занимает 6 мест.
- СДПА занимает 5 мест.
- АПС занимает 2 места.